# جيسون ديفيدسون
جاسون ألان ديفيدسون (بالإنجليزية: Jason Alan Davidson)‏ (ولد في 29 يونيو 1991 في ملبورن) لاعب كرة قدم دولي أسترالي يلعب حاليا لصالح نادي هيراكليز ألميلو في مركز الظهير الأيسر منذ 2012.

## روابط خارجية
- جيسون ديفيدسون على موقع الاتحاد الدولي (مؤرشف)  (الإنجليزية)
- جيسون ديفيدسون على موقع الاتحاد الأوربي (الإنجليزية)
- جيسون ديفيدسون على موقع دوري كوريا الجنوبية (الإنجليزية)
- جيسون ديفيدسون على موقع قاعدة بيانات كرة القدم.إي يو (الإنجليزية)
- جيسون ديفيدسون على موقع ناشيونال فوتبول تيمز (الإنجليزية)
- جيسون ديفيدسون على موقع Soccerbase.com (لاعب) (الإنجليزية)
- جيسون ديفيدسون على موقع Soccerway.com (الإنجليزية)
- جيسون ديفيدسون على موقع عالم كرة القدم.نت (الإنجليزية)
- جيسون ديفيدسون على موقع AS.com (الإسبانية)